# Eremostachys acaulis
Eremostachys acaulis là một loài thực vật có hoa trong họ Hoa môi. Loài này được Beck ex Rech.f. mô tả khoa học đầu tiên năm 1940.